# جیکوب پالیس
جیکوب پالیس (انگلیسی: Jacob Palis؛ زادهٔ ۱۵ مارس ۱۹۴۰) دانشمند در زمینه سامانه پویا اهل برزیل است.
وی همچنین برندهٔ جوایزی همچون لژیون دونور، کمک‌هزینه گوگنهایم، و جایزه بالزان شده‌است.